# Enid Bennett

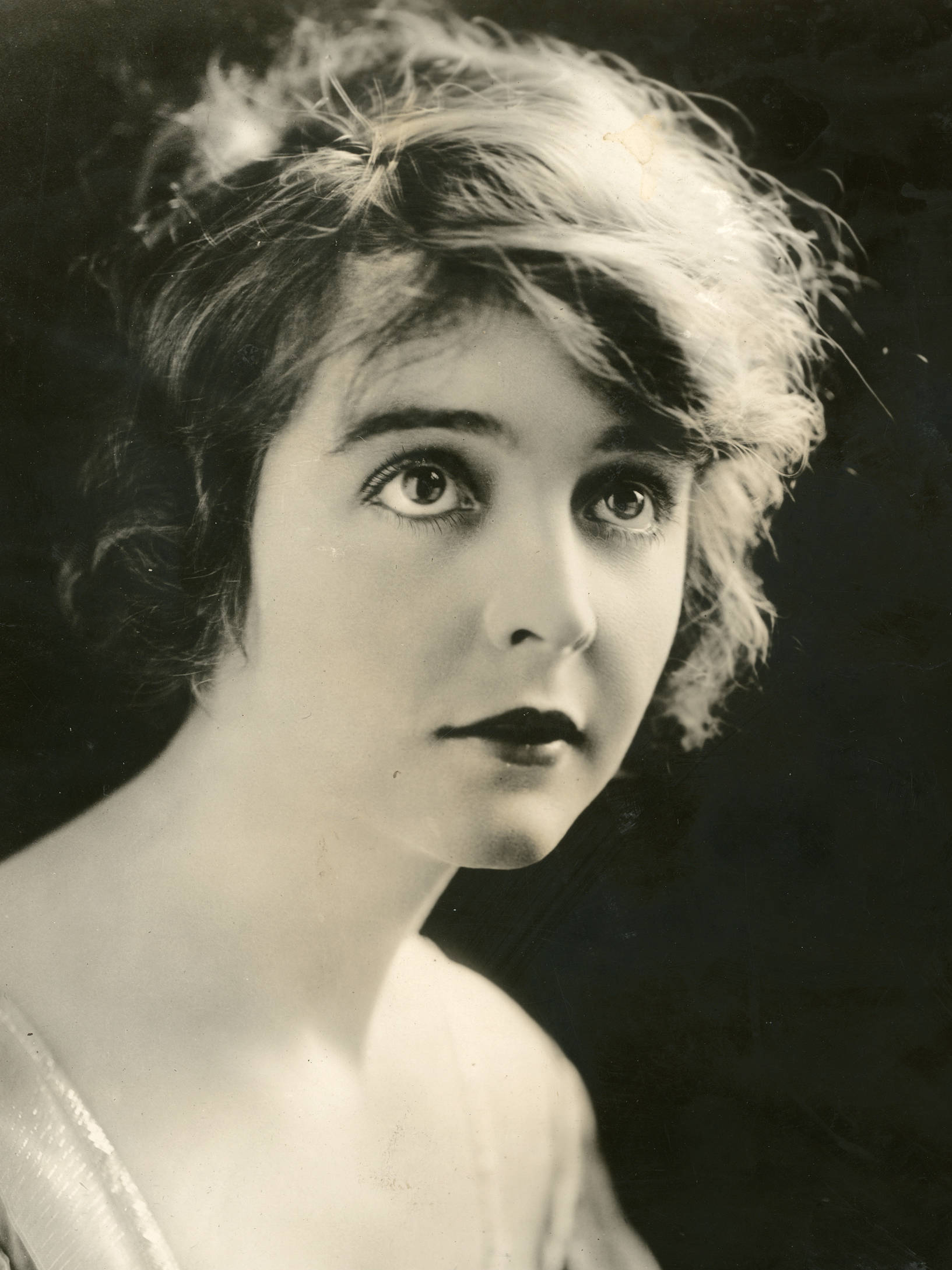
Enid Bennett (1918)

Enid Bennett (* 15. Juli 1893 in York, Westaustralien; † 14. Mai 1969 in Malibu, Kalifornien) war eine australisch-amerikanische Schauspielerin des Stummfilms und der frühen Tonfilmzeit. Insgesamt spielte sie zwischen 1916 und 1941 in 51 Filmen mit.

## Leben und Karriere
Enid Bennett begann ihre Schauspielkarriere auf den Theaterbühnen in Sydney, wo sie schnell zu einer erfolgreichen Darstellerin wurde. Ihre jüngeren Schwestern Marjorie Bennett (1896–1982) und Catherine Bennett (1901–1978) wurden später ebenfalls Schauspielerinnen. Vermutlich um 1915 siedelte sie in die Vereinigten Staaten über, wo sie am Broadway eine Rolle im Stück Cock o' the Walk zwischen Dezember 1915 und Februar 1916 spielte. In diesem Stück wurde sie vom Filmproduzenten Thomas H. Ince entdeckt, der sie unter Vertrag nahm und sie für das junge Hollywood verpflichtete. Schnell erhielt die gutaussehende Schauspielerin Hauptrollen, etwa im Drama The Little Brother (1917). 
Zwischen 1918 und 1921 drehte sie alleine 23 Filme, was sie zu einer sehr bekannten Schauspielerin ihrer Zeit machte. Neben Douglas Fairbanks senior spielte sie 1922 im aufwendigen Abenteuerfilm Robin Hood die Rolle der Maid Marian. Mit Die Seeteufel spielte Bennett zwei Jahre später in einem weiteren erfolgreichen Abenteuerfilm. Mit Beginn des Tonfilmes übernahm Bennett meist nur noch Nebenrollen, etwa als Mutter von Kinderstar Jackie Cooper im oscarprämierten Film Skippy (1931). Nachdem sie sich für acht Jahre von der Leinwand zurückgezogen gelebt hatte, gelang Bennett 1939 mit ihrem Auftritt im Filmdrama Intermezzo neben Ingrid Bergman und Leslie Howard ein kleines Comeback. Jedoch drehte Bennett anschließend nur drei weitere Filme, ehe sie sich 1941 endgültig aus dem Filmgeschäft zurückzog. 
1918 heiratete Bennett Fred Niblo, damals einer der führenden Regisseure in Hollywood. Sie bekamen drei Kinder, auch deshalb drehte Bennett ab Mitte der 1920er-Jahre weniger Filme. Nach dem Tod ihres Ehemannes Niblo heiratete sie 1963 den Filmregisseur Sidney Franklin, mit dem sie bis zu ihrem Tod verheiratet blieb. Enid Bennett verstarb 1969 im Alter von 75 Jahren an einem Herzinfarkt.

## Filmografie (Auswahl)
- 1916: Get-Rich-Quick Wallingford
- 1917: The Little Brother
- 1919: The Haunted Bedroom
- 1922: Robin Hood
- 1923: Pancho Lopez, der Bandit (The Bad Man)
- 1923: The Courtship of Myles Standish
- 1924: Die Seeteufel (The Sea Hawk)
- 1924: Die rote Lilie (The Red Lily)
- 1927: The Flag: A Story Inspired by the Tradition of Betsy Ross
- 1931: Skippy
- 1931: Waterloo Bridge
- 1939: Intermezzo (Intermezzo, a Love Story)
- 1939: Meet Dr. Christian
- 1940: Heiße Rhythmen in Chicago (Strike Up the Band)
- 1941: Die Marx Brothers im Kaufhaus (The Big Store)